# 社会的分業
社会的分業（しゃかいてきぶんぎょう）とは社会において労働する者が専門の仕事をするようになることで、そこから社会そのものが職業別の集団に分かれていくということ。古代ならば集落などといった一つの社会の中で働いていた者は一人で複数の業務を行う兼業であったのが、一人で行う業務の数が減少していき、得意な事柄の一つだけを行い続けるという形で働くようになるということである。このことから社会に存在する職業の数も増えるということである。農業、工業、商業という業種が存在したのも古代において発生した社会的分業からである。
社会的分業というのは資本主義の始まりでもある。社会において人間が必要とするもの全てを一人で作ることは不可能になった時に、自分は他の人が作った物を貰うようになり、代わりに自分の作った物を与えるという交換を行うようになっていった。このことから社会的分業が発展していき、その交換を基として成り立っているような社会が資本主義なわけである。